# ハム将棋
『ハム将棋』（ハムしょうぎ）は、Adobe Flashで作成された無料のブラウザ将棋ゲーム。2007年にinfoseek isweb上に公開され、後に独自ドメインへ移転し稼働していたが、2020年1月19日にアクセス不能となった。
ルールとしては通常の本将棋であり、特徴はハムスターのキャラクターを相手に対局を行うことである。駒落ちによるハンデ戦や、駒の動ける範囲を知らせるガイド機能を搭載し、初心者向けの将棋ゲームとして知られている。
ハム将棋の棋力については様々な評価があり、将棋倶楽部24は「弱い将棋ソフト」、棋士の羽生善治は「めちゃくちゃ弱い」、女流棋士の高橋和は「入門者の相手と考えれば強い」、将棋ライターの松本博文は、初心者にとっての登竜門的な役割を果たす「良い塩梅の弱さ」であるとしている。なお、作者であるHozoは、棋力を調整したわけではなく、強いプログラムが組めなかったため、止む無く初心者向けとして公開したものであると述べている。
ハム将棋は、棋力を測るための試金石とされることがある。将棋倶楽部24が2011年に行ったアンケートでは、ハム将棋にどの程度勝てるかの級位別の調査が行われた。その結果として、ハム将棋で1勝を挙げた後に、将棋倶楽部24の利用を開始した方が良いとの見解を示した。また、2017年の将棋AIに関する論文では、被験者の棋力を計測する方法として、ハム将棋を利用した。
ハム将棋による将棋普及への貢献に関して、羽生善治は、2015年に行われた「将棋を世界に広める会」の設立20周年シンポジウムにおいて、将棋の初心者へはどうぶつしょうぎとともにハム将棋を勧めると述べ、敷居を低くする努力が重要であると語った。高橋和はツイッターで、ハム将棋の貢献を表彰するべきであると述べている。また、2022年に女流棋士となった鎌田美礼は、ハム将棋が将棋を始めたきっかけであったと語った。